# Larvsvamp
Larvsvamp (Ophiocordyceps sinensis), även känd som Yartsa gunbu, är en svampart inom släktet Ophiocordyceps. Den beskrevs ursprungligen av Miles Joseph Berkeley, och den fick sitt nu gällande namn av G.H. Sung, J.M. Sung, Hywel-Jones & Spatafora 2007. Larvsvampen ingår i familjen Ophiocordycipitaceae. Inga underarter finns listade.

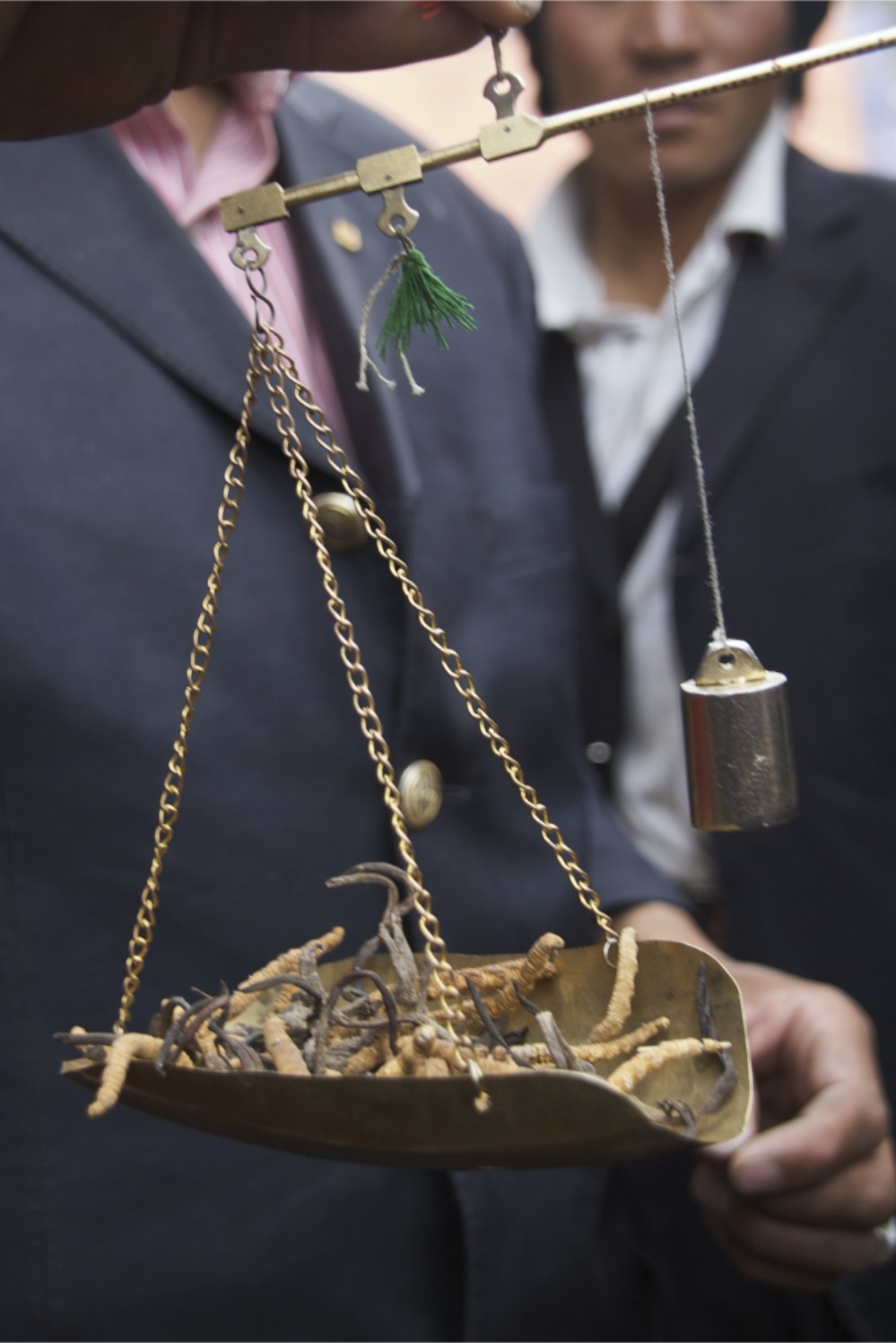
Vägning av larvsvamp i Yushu, Qinghai.

Svampen parasiterar på larver av malar inom släktet Thitarodes. Dessa malar lägger sina ägg på marken. När larven kläcks gräver den ned sig i jorden där den blir infekterad av svampsporer som äter upp larven inifrån. Ur svampen växer det sedan en fruktkropp som sträcker sig ovan jord och som ser ut som ett litet strå, vilken släpper ut nya sporer. Den parasitiska cykeln inträffar i ett begränsat område i Himalaya och på den Tibetanska högplatån. Svampen är känd inom den kinesiska medicinen, där den bland annat används som afrodisiakum. Dess popularitet har lett till att arten hotas av överskördning och priset kan på vissa håll överstiga det dubbla priset av guld.
Larvsvampens tibetanska namn, yartsa gunbu, betyder "sommargräs vinterlarv.